# Прапор Стріхівців
Прапор Стріхівців — офіційний символ села Стріхівці Ярмолинецького району Хмельницької області, затверджений 2 липня 2018р. рішенням №12 сесії сільської ради. Авторами герба є О.П.Погорілий, О.М.Тимощук, П.Б.Войталюк, К.М.Богатов, В.М.Напиткін.

## Опис
Квадратне полотнище поділене горизонтально на дві смуги - синю і білу - в співвідношенні 5:1. Від нижньої смуги до середини полотнища виходить жовтий клин, над яким навкіс покладені дві білі козацькі шаблі, вістрями догори, над шаблями жовте шістнадцятипроменеве сонце.